# Perzijski karavansaraji
Perzijski karavansaraji (perzijski: کاروانسراهای ایرانی) je naziv za 54 karavansaraja u Iranu koji su upisani na UNESCO-ov popis mjesta svjetske baštine u Aziji. Oni predstavljaju samo dio karavansaraja duž drevnih perzijskih cesta (Kraljevska cesta). Međutim, smatraju se najutjecajnijim i najvrjednijim primjerima iranskih karavansaraja, pokazujući širok raspon arhitektonskih stilova, prilagodbi klimatskim uvjetima i građevinskim materijalima, protežući se tisućama kilometara i gradeći se tijekom mnogih stoljeća.

## Lokaliteti
| ID (UNESCO) | Slika | Naziv                                                | Provincija              | Bilješke |
| ----------- | ----- | ---------------------------------------------------- | ----------------------- | --- |
| 1668-001    |       | Dair-e Gačin (perz. دیرگچین, dosl. Gipsani hospicij) | Kom                     | Smješten uz povijesni put između Raja i Isfahana odnosno uz suvremenu cestu između Garmsara i Koma, oko 60 km južno od glavnog grada Teherana, Dair-e Gačin se često naziva „majkom svih iranskih karavan-saraja” zbog impozantne veličine, funkcionalnih specifičnosti i kontinuiranog korištenja tijekom starog, srednjeg i novog vijeka.                                                          |
| 1668-002    |       | Nuširvan                                             | Semnan                  | [ 3 ] |
| 1668-003    |       | Āhovān                                               | Semnan                  | [ 3 ] |
| 1668-004    |       | Parand                                               | Tehran                  | [ 3 ] |
| 1668-005    |       | Ribat-i Šaraf (Robāt-e Sharaf)                       | Razavi Horasan          | Seldžučki Seldžučki karavan-saraj izvorno izgrađen oko 1115., pretvoren u palaču 1154., bio je i trgovačka ispostava i palača. Kompleks je bio opremljen svim sadržajima koji su se u to vrijeme smatrali potrebnima za zadovoljavanje potreba javnosti i kraljevske pratnje. Njegove prostorije uključivale su džamiju, smještaj, sobe za okupljanja i sastanke, štale, kuhinju i spremnik za vodu. |
| 1668-006    |       | Andžireh Ādžori                                      | Jazdska pokrajina       | [ 3 ] |
| 1668-007    |       | Andžireh Sangi                                       | Jazd                    | [ 3 ] |
| 1668-008    |       | Abbās Ābād Tājbād                                    | Razavi Horasan          | [ 3 ] |
| 1668-009    |       | Džamal Abad                                          | Istočni Azarbajdžan     | Džamalabad (کاروانسرای جمال آباد) (azerski: جمال آباد کروانسراسی) je izgrađen tijekom Ilhanidskog doba, ali je popravljen tijekom vladavine šaha Abbasa II., što se vidi po natpirsu iznad vrata gdje se spominje datum izgradnje kao 1654.-55. godine. |
| 1668-010    |       | Kuelli                                               | Sjeverni Horasan        | [ 3 ] |
| 1668-011    |       | Fahr-e Dāvūd                                         | Razavai Khorasan        | [ 3 ] |
| 1668-012    |       | Šejhali Kan                                          | Isfahanska pokrajina    | [ 3 ] |
| 1668-013    |       | Marandžab                                            | Isfahanska pokrajina    | Karavansaraj iz doba Safavida u pustinji Marandžab, smješten sjeverno od grada Arana i Bidgola u provinciji Isfahan. Izgrađen je 1603. godine po nalogu Abasa Velikog uz Put svile između provincija Horasan i Isfahan |
| 1668-014    |       | Amin Ābād                                            | Isfahanska pokrajina    | [ 3 ] |
| 1668-015    |       | Gabr Ābād                                            | Isfahanska pokrajina    | [ 3 ] |
| 1668-016    |       | Mahjār                                               | Isfahanska pokrajina    | [ 3 ] |
| 1668-017    |       | Gaz (karavan-saraj)                                  | Isfahanska pokrajina    | Smješten 17 km sjeverno od Isfahana, uz autocestu Isfahan-Teheran, datira iz safavidskog doba, vjerojatno izgrađen za vrijeme vladavine šaha Abasa I. Jedan je od najvećih karavansaraja u regiji (83 × 96 metara) i ima četiri kutne tornja, štale, skladišta i dvorište s četiri ivana; poznat po svojim izvrsnim safavidskim pločicama iz doba Safavida, sa zamršenim dizajnom i živim bojama.    |
| 1668-018    |       | Kūhpājeh                                             | Isfahan                 | [ 3 ] |
| 1668-019    |       | Mazinān                                              | Razavi Horasan          | [ 3 ] |
| 1668-020    |       | Mehr                                                 | Razavi Horasan          | Veliki karavansaraj iz kadžarskog doba smatra se jednim od najboljih i najljepših karavan-saraja na ruti Sabzevar-Šahrud; Ima predvorje, središnje dvorište, istočne i zapadne štale te kraljevsku rezidenciju, sve ukrašeno blatnom opekom i žbukom u obliku polukružnih cigli, lukova, svodova, sa entablaturama i polumjesecima.                                                                  |
| 1668-021    |       | Zafaranija                                           | Razavi Horasan          | [ 3 ] |
| 1668-022    |       | Fakr Ābād                                            | Razavi Horasan          | [ 3 ] |
| 1668-023    |       | Sarajān                                              | Južni Horasan           | Hamam (javne kupke), cisterna od blatne opeke i bazar nalaze se uz safavidski karavan-saraj. |
| 1668-024    |       | Kasr-e Bahram                                        | Semnan                  | [ 3 ] |
| 1668-025    |       | Majāmej                                              | Semnan                  | [ 3 ] |
| 1668-026    |       | Abās Ābād                                            | Semnan                  | [ 3 ] |
| 1668-027    |       | Miāndašt                                             | Semnan                  | [ 3 ] |
| 1668-028    |       | Zejnudin                                             | Jazdska pokrajina       | Vanjski izgled karavansaraja iz 16. stoljeća (šah Abas I.) izgleda kao "napuštena ruševina" iako je unutrašnjost dobro uređena u izvornom obliku, što ga čini "atmosferskim i fascinantnim" mjestom za boravak. Zejnudin je jedan od dva karavanseraja izgrađena s kružnim tornjevima. |
| 1668-029    |       | Mejbod                                               | Jazdska pokrajina       | [ 3 ] |
| 1668-030    |       | Farasfadž                                            | Hamedan                 | [ 3 ] |
| 1668-031    |       | Izadhast                                             | Fars                    | Izadhast (perz. za „Božja želja”) iz 17. stoljeća je smješten u povijesnom kompleksu Izadkhasta, u prirodnoj niskoj kotlini s pogledom na dvorac Izadkhast smješten u obližnjoj visokoj stijeni. |
| 1668-032    |       | Bisotūnski karavansaraj šaha Abasa                   | Kermanšaška pokrajina   | [ 3 ] |
| 1668-033    |       | Gandžali Kān                                         | Kerman                  | Kompleks iz safavidskog doba, smješten u starom središtu grada Kermana, izgradio je Gandž Ali Kan. Sastoji se od škole, trga, karavan-saraja , kupatila (hamam), Ab Anbar-a (rezervoara za vodu), kovnice novca, džamije i bazara. |
| 1668-034    |       | Jengi Emām                                           | Alborz                  | Jengi Emām ima kvadratno središnje dvorište, a prolazi vode do osmerokutnih dvorana. Dvorane vode u široke hodnike. |
| 1668-035    |       | Kādžeh Nazar                                         | Istočni Azarbajdžan     | [ 3 ] |
| 1668-036    |       | Goudžebel                                            | Istočni Azarbajdžan     | [ 3 ] |
| 1668-037    |       | Sa'in                                                | Ardabilska pokrajina    | Za razliku od tipične arhitekture safavidskog razdoblja, ovaj karavansaraj izgrađen je od kamena, što ukazuje na značajnu važnost ove rute u to vrijeme, posebno s obzirom na njegov položaj u visokom i snježnom prijevoju |
| 1668-038    |       | Titi                                                 | Gilan                   | Izgradila ga je tetka safavidskog vladara po imenu Titi Hanum, a izgrađena je od cigli, gipsa i kamenja. |
| 1668-039    |       | Dehdašt                                              | Kuhgiluje i Bojer-Ahmad | [ 3 ] |
| 1668-040    |       | Koj                                                  | Zapadni Azerbajdžan     | [ 3 ] |
| 1668-041    |       | Bāgh-e Šeik                                          | Markazi                 | [ 3 ] |
| 1668-042    |       | Nejestānak                                           | Isfahanska pokrajina    | [ 3 ] |
| 1668-043    |       | Čehel Pājeh                                          | Kerman                  | [ 3 ] |
| 1668-044    |       | Kān                                                  | Zapadni Azerbajdžan     | [ 3 ] |
| 1668-045    |       | Deh Mohamad                                          | Južni Horasan           | [ 3 ] |
| 1668-046    |       | Tādž Ābād                                            | Hamedan                 | [ 3 ] |
| 1668-047    |       | Čāh kūrān                                            | Kerman                  | [ 3 ] |
| 1668-048    |       | Karānak                                              | Jazdska pokrajina       | [ 3 ] |
| 1668-049    |       | Rašti                                                | Jazdska pokrajina       | [ 3 ] |
| 1668-050    |       | Dvorac Borazdžan                                     | Bušehr                  | [ 3 ] |
| 1668-051    |       | Čamešk                                               | Lorestan                | [ 3 ] |
| 1668-052    |       | Afzal                                                | Huzestan                | [ 3 ] |
| 1668-053    |       | Bastak                                               | Hormozgan               | [ 3 ] |
| 1668-054    |       | Sa'd al-Saltaneh                                     | Kazvinska pokrajina     | [ 3 ] |